# Fuga dalla Terra
Fuga dalla Terra è un romanzo fantascientifico del 1995 scritto da J. T. McIntosh.
È il numero 43 della serie Il Fantastico Economico Classico. Pubblicato anche con il titolo Il mondo finirà venerdì.

## Trama
Nel prossimo futuro, i governi mondiali riescono a determinare quando il sole aumenterà di dimensioni, rendendosi conto che l'elevata insolazione distruggerà la Terra. Onde evitare la scomparsa della razza umana, vengono inviati degli ufficiali in tutto il mondo, con l'incarico di selezionare quegli umani che saranno invitati su Marte. Durante il viaggio spaziale, viene stimato che non arriveranno più di una persona su mille.
Arrivati su Marte, i sopravvissuti del viaggio spaziale ritornano ad una vita primordiale.
In breve tempo un uomo più scaltro degli altri, conquisterà il potere nella nuova colonia.

## Edizione
- J. T. McIntosh, Fuga dalla terra, collana Il Fantastico Economico Classico n° 43, Newton Compton, 1995  [1953],  p. 130.